# Elba Ramalho

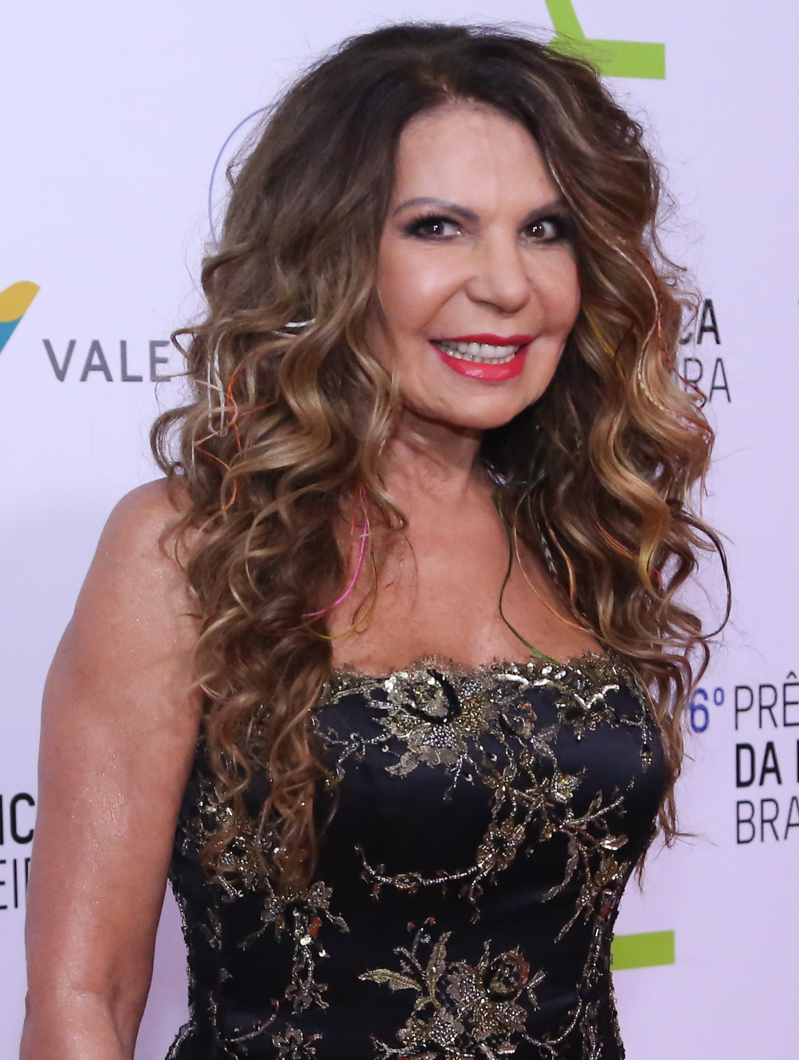
Elba Ramalho (2015)

Elba Ramalho (anhörenⓘ * 17. August 1951 in Conceição, Paraíba) ist eine brasilianische Sängerin und Songwriterin, die gelegentlich auch als Schauspielerin tätig war. Ihre Musik verbindet Elemente des Forró, der traditionellen Musik aus dem Nordosten Brasiliens, mit Balladen, Rockmusik, Samba und nordamerikanischem Blues. Viermal hat sie bereits den Latin-Grammy gewonnen.

## Biografie
Die Familie Ramalho zog 1962 von Conceição nach Campina Grande. Elba wurde früh von ihrem Vater zur Musik inspiriert. 1968 begann sie, Schlagzeug zu spielen und wurde Mitglied der Frauenband As Basas. 1974 zog sie nach Rio de Janeiro, wo sie in Musicals mitwirkte. Mit der freien Theatergruppe „Chegança“ tourte Ramalho durch Brasilien. Die Gruppe führte experimentelle Stücke auf, in denen Elemente von Bertolt Brecht und Kurt Weill verwendet wurden. Ihre erste Filmrolle bekam  Ramalho 1976 in dem Drama Trem Fantasma und auch in den folgenden Jahren bekleidete sie Nebenrollen in den Filmen Morte e Vida Severina (1977) und República dos Assasinos (1979); dazwischen besetzte sie eine Rolle in dem von Chico Buarque initiierten Stück A ópera do malandro (1978). Ihre Darbietung von „O meu amor“ mit Marieta Severo brachte ihr einen ersten Plattenvertrag bei der CBS. Sie arbeitete mit vielen international bekannten brasilianischen Künstlern zusammen, herauszuheben sind dabei Alceu Valença, Geraldo Azevedo und ihr Cousin Zé Ramalho.

## Diskografie
- 1979: Ave de prata – LP
- 1980: Capim do vale – LP
- 1981: Elba – LP
- 1982: Alegria – LP
- 1983: Coração brasileiro – LP
- 1984: Fogo na mistura – LP

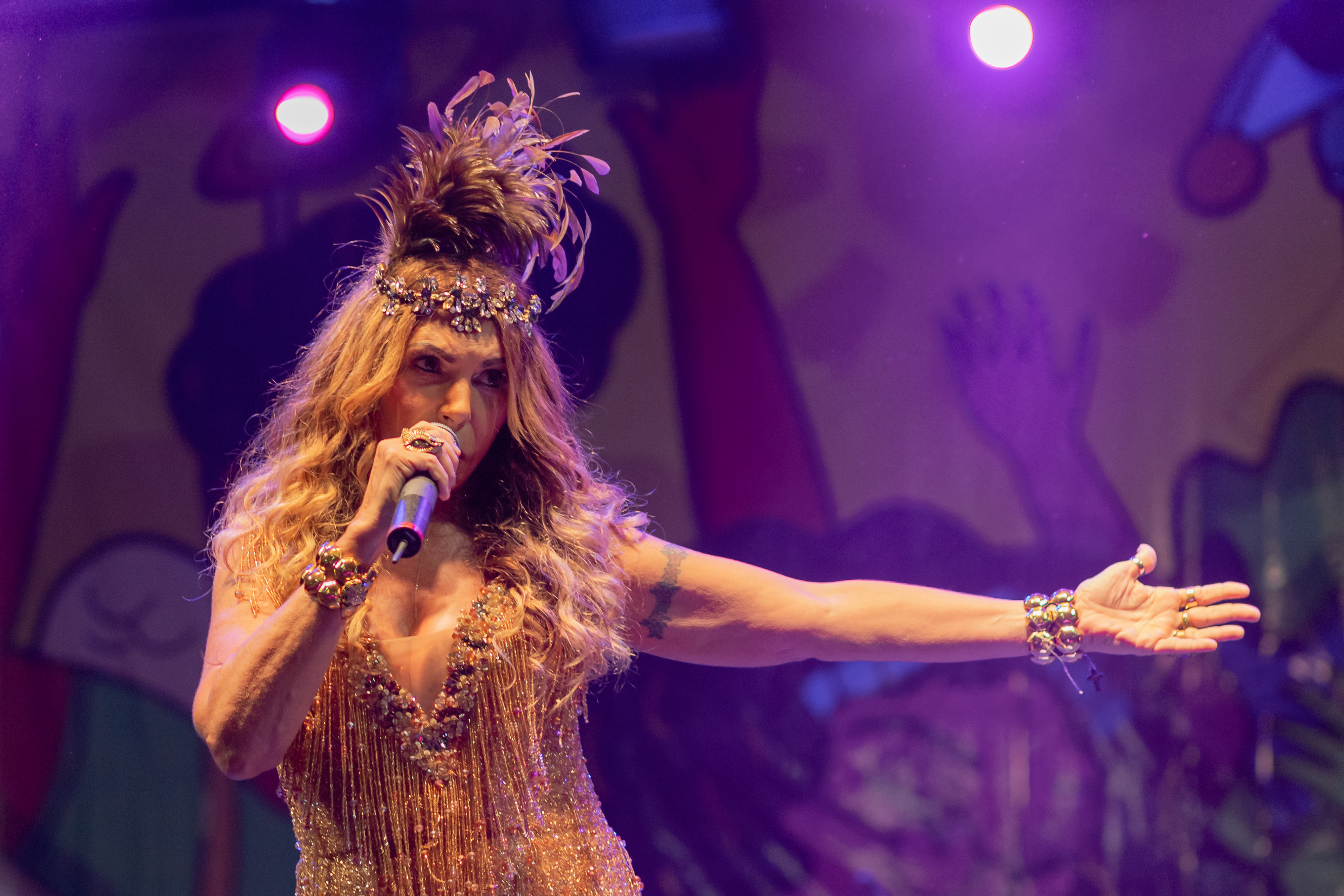
Elba Ramalho (2019)

- 1985: Do jeito que a gente gosta – LP
- 1986: Remexer – LP
- 1987: Elba – LP
- 1988: Fruto – LP
- 1989: Popular Brasileira – LP
- 1990: Ao Vivo – LP
- 1991: Felicidade Urgente – LP
- 1992: Encanto – LP
- 1993: Devora-Me – LP
- 1995: Paisagem – CD
- 1996: Leão do Norte – CD
- 1996: Grande Encontro – CD
- 1997: Baioque – CD
- 1997: Grande Encontro II CD
- 1998: Flor da Paraíba— CD
- 1999: Solar—CD
- 2000: O Grande Encontro III – CD
- 2001: Cirandeira – CD
- 2002: Elba canta Luiz – CD
- 2003: Elba canta Luiz ao vivo – CD
- 2005: Dominguinhos – Baião de Dois – CD
- 2007: Qual o Assunto Que Mais Lhe Interessa? – CD
- 2009: Balaio de Amor – CD
- 2010: Marco Zero – Ao Vivo – CD
- 2013: Vambora lá Dançar – CD
- 2015: Do Meu Olhar pra Fora – CD

## Filmografie
- 1976: Trem Fantasma
- 1977: Morte e Vida Severina
- 1979: República dos Assassinos
- 1980: Prova de Fogo
- 1981: Morte e Vida Severina (Fernsehfilm)
- 1984: Para Viver Um Grande Amor
- 1986: Ópera do Malandro
- 1990: Lambada
- 1996: Não Fuja da Raia (Fernsehserie)
- 1997: Mandacaru (Fernsehserie)
- 1997: Sai de Baixo (Fernsehserie)
- 2006: Alabê de Jerusalém (Videofilm)